# Hypoplectrodes semicinctum
Hypoplectrodes semicinctum is een straalvinnige vissensoort uit de familie van zaag- of zeebaarzen (Serranidae). De wetenschappelijke naam van de soort werd voor het eerst geldig gepubliceerd in 1833 door Valenciennes onder de naam Plectropoma semicinctum.